# Jean-Michel Aulas
Jean-Michel Aulas (L'Arbresle, 22 maart 1949) is een Frans zakenman en sportbestuurder. Sinds 1987 is Aulas de clubpresident en eigenaar van Olympique Lyonnais, dat onder zijn voorzitterschap knap uitgroeide van Tweede-divisieclub tot Frans landskampioen, waarbij vervolgens de mannenafdeling op Europees niveau groot aanzien verwierf en de vrouwenafdeling tweemaal de Champions League won.
Van mei 2007 tot januari 2008 was hij de voorzitter van de G-14 en sindsdien is hij actief als bestuurslid van de European Club Association.

## Erelijst

### Palmares
Onder bestuur van Jean-Michel Aulas won Olympique Lyonnais de volgende prijzen:
| Internationaal                          |    |                                          |
| UEFA Women's Champions League           | 2x | 2011, 2012                               |
| UEFA Intertoto Cup Mannenvoetbal        | 1x | 1997                                     |
| Nationaal                               |    |                                          |
| Frans landskampioen Mannenvoetbal       | 7x | 2002, 2003, 2004, 2005, 2006, 2007, 2008 |
| Frans landskampioen Damesvoetbal        | 6x | 2007, 2008, 2009, 2010, 2011, 2012       |
| Kampioenschap Ligue 2 Mannenvoetbal     | 1x | 1989                                     |
| Frans bekerwinnaar Mannenvoetbal        | 2x | 2008, 2012                               |
| Frans bekerwinnaar Damesvoetbal         | 3x | 2004, 2008, 2012                         |
| Winnaar Coupe de la Ligue Mannenvoetbal | 1x | 2001                                     |
| Franse Supercup Mannenvoetbal           | 7x | 2002, 2003, 2004, 2005, 2006, 2007, 2012 |

### Eretitels
- Manager van het jaar in Rhône-Alpes: 2004.
- Legioen van Eer